# Winhall
Winhall – miasto w Stanach Zjednoczonych, w stanie Vermont, w hrabstwie Bennington.